# Folke Bergman
Pour les articles homonymes, voir Bergman.
 (septembre 2024).
La mise en forme du texte ne suit pas les recommandations de Wikipédia : il faut le « wikifier ».
Les points d'amélioration suivants sont les cas les plus fréquents. Le détail des points à revoir est peut-être précisé sur la page de discussion.
- Les titres sont pré-formatés par le logiciel. Ils ne sont ni en capitales, ni en gras.
- Le texte ne doit pas être écrit en capitales (les noms de famille non plus), ni en gras, ni en italique, ni en « petit »…
- Le gras n'est utilisé que pour surligner le titre de l'article dans l'introduction, une seule fois.
- L'italique est rarement utilisé : mots en langue étrangère, titres d'œuvres, noms de bateaux, etc.
- Les citations ne sont pas en italique mais en corps de texte normal. Elles sont entourées par des guillemets français : « et ».
- Les listes à puces sont à éviter, des paragraphes rédigés étant largement préférés. Les tableaux sont à réserver à la présentation de données structurées (résultats, etc.).
- Les appels de note de bas de page (petits chiffres en exposant, introduits par l'outil «  Source ») sont à placer entre la fin de phrase et le point final[comme ça].
- Les liens internes (vers d'autres articles de Wikipédia) sont à choisir avec parcimonie. Créez des liens vers des articles approfondissant le sujet. Les termes génériques sans rapport avec le sujet sont à éviter, ainsi que les répétitions de liens vers un même terme.
- Les liens externes sont à placer uniquement dans une section « Liens externes », à la fin de l'article. Ces liens sont à choisir avec parcimonie suivant les règles définies. Si un lien sert de source à l'article, son insertion dans le texte est à faire par les notes de bas de page.
- La présentation des références doit suivre les conventions bibliographiques. Il est recommandé d'utiliser les modèles {{Ouvrage}}, {{Chapitre}}, {{Article}}, {{Lien web}} et/ou {{Bibliographie}}. Le mode d'édition visuel peut mettre en forme automatiquement les références.
- Insérer une infobox (cadre d'informations à droite) n'est pas obligatoire pour parachever la mise en page.

Pour une aide détaillée, merci de consulter Aide:Wikification.
Si vous pensez que ces points ont été résolus, vous pouvez retirer ce bandeau et améliorer la mise en forme d'un autre article.
 (septembre 2024).

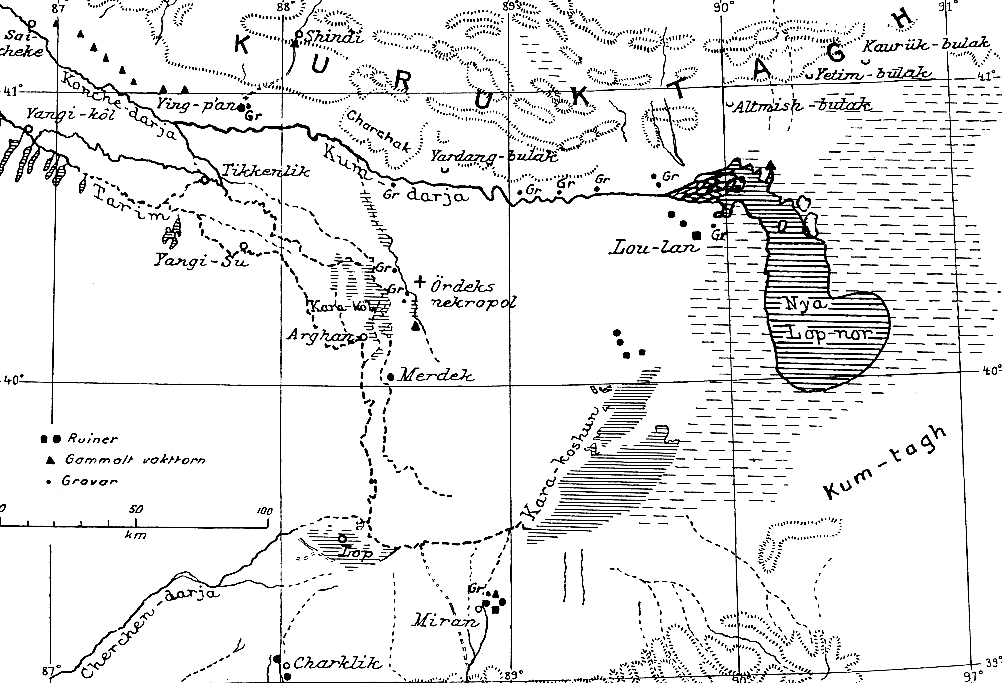
Carte de la région de Lop Nor par Folke Bergman (1935)

Folke Bergman (29 août 1902 - 22 mai 1946) est un explorateur et archéologue suédois.

## Biographie
Amanuens (Hans) Folke Bergman est né dans la paroisse de Klara à Stockholm, en Suède. Il participe aux fouilles de Stora Torget à Visby en 1924-1926. De 1929 à 1935, il participe à l'expédition sino-suédoise dirigée par Sven Hedin (1865-1952). Il est surtout connu pour sa découverte du complexe funéraire de Xiaohe près de Lop Nor, en Chine, en 1934, suivant les indications de son guide Ördek. Une autre de ses découvertes sont les tablettes de bambou de Juyan en Mongolie intérieur en 1930,,.

## Littérature

### Œuvres de Folke Bergman
(septembre 2024).
- Folke Bergman: Archäologische Funde. In: Petermanns Geographische Mitteilungen 1935, Gotha 1935, Seiten 292-293.
- Folke Bergman: Lou-Lan Wood-Carvings and Small Finds Discovered by Sven Hedin. In: Bulletin of the Museum of Far Eastern Antiquities 7 (1935), S. 71-144.
- Folke Bergman: Archaeological Researches in Sinkiang. Especially in the Lop-Nor Region. (Reports from the Scientific Expedition to the Northwestern Provinces of China under the Leadership of Dr. Sven Hedin / Scientific Expedition to the North-Western Provinces of China: Publication 7). Thule, Stockholm 1939 (englisch; das grundlegende Werk über die damaligen archäologischen Funde in der Wüste Lop Nor mit wichtigem Kartenmaterial; dieses Werk wurde erst um das Jahr 2000 in die chinesische Sprache übersetzt und ist dann für die chinesische Archäologie in Xinjiang bedeutsam geworden [le travail fondamental sur les découvertes archéologiques dans le désert de Lop Nor à cette époque avec un matériel cartographique important ; cet ouvrage n'a été traduit en chinois que vers l'an 2000 et est ensuite devenu important pour l'archéologie chinoise au Xinjiang.]).
- Sven Hedin und Folke Bergman: History of an Expedition in Asia 1927–1935. Reports: Publication 24 - 4 : Part II 1928 - 1933 Statens Etnografiska Museum, Stockholm 1943.
- Sven Hedin und Folke Bergman: History of an Expedition in Asia 1927–1935. Reports: Publication 25: Part III 1933-1935, Statens Etnografiska Museum, Stockholm 1944.
- Folke Bergman: Travels and Archaeological Field-work in Mongolia and Sinkiang: a Diary of the Years 1927-1934. In: Sven Hedin und Folke Bergman: History of an Expedition in Asia 1927–1935. Part IV: 1933–1935. General reports, travels and field-work. (Reports: Publication 26.), Statens Etnografiska Museum, Stockholm 1945.
- Johannes Maringer und Folke Bergman: Contribution to the prehistory of Mongolia : A study of the prehistoric collections from inner Mongolia. (Reports: Publication 34 = 7, 7.) Thule, Stockholm 1950.
- Bo Sommarström: Archaeological researches in the Edsen-gol region, Inner Mongolia. Together with the catalogue prepared by Folke Bergman. Statens Etnografisk Museum, Stockholm 1956–1958. 2 Bde. (Reports … Publication 39. VII, 8–9.)
- Folke Bergman: The Kansu-Hohsi Corridor and the Suloho-Ochinaho drainage regions. (Reports: Publication 50 : 1, Geography ; 4, Sven Hedin Central Asia atlas : memoir on maps ; Vol. 3, Fasc. 3) Etnografiska Museet, The Sven Hedin Foundation, Stockholm 1980.

### Secondaire
- Hedin, Sven : Atlas de l'Asie centrale, Stockholm, Statens etnografiska museum, Stockholm 1966. In diesem Atlas sind die Reiserouten der Expeditionsteilnehmer eingetragen. Siehe dazu : Hedin, Sven : Zum Zentralasien-Atlas und Haack, Hermann : Sven Hedins Zentralasien-Atlas. Dans : Petermanns Geographische Mitteilungen, 87. Jahrgang 1941, page 1 bis 7, Verlag Justus Perthes, Gotha.
- VH Mair : La redécouverte et l'excavation complète de la nécropole d'Ördek. Dans : Journal of Indo-European Studies 34, 2006, Heft 3/4, S. 273-318 (Grundlegender Grabungsbericht in englischer Sprache).
- Alfried Wieczorek et Christoph Lind : Ursprünge der Seidenstraße. Sensationelle Neufunde aus Xinjiang, Chine. Ausstellungskatalog der Reiss-Engelhorn-Museen, Mannheim. Theiss, Stuttgart 2007. (ISBN 3-8062-2160-X)(Neue Funde auf den Grabungsstätten von Folke Bergman. )
- Carter, T : Impression papier et bloc - de la Chine à l'Europe., page 86. Dans : Crowley, D., Heyer, P., (Hrsg. ) : La communication dans l'histoire : technologie, culture, société. Pearson Allyn et Bacon, 2007.